# Ferdinand Richter
Ferdinand Richter (14. května 1885 Měřín – 27. září 1950 Brno) byl československý politik a poslanec Národního shromáždění za Československou stranu národně socialistickou, po válce za její nástupkyni Československou stranu socialistickou začleněnou do Národní fronty.

## Biografie
Vystudoval právnickou fakultu. Za první světové války byl činný v Československých legiích, v nichž dosáhl hodnosti podplukovníka. Ze Sibiře se vrátil přes Vladivostok v rámci legionářské anabáze v roce 1920. Následně působil jako soudce v Boskovicích, od 30. let v Brně. Povoláním byl soudním radou a podplukovníkem ruských legií. Podle údajů z roku 1935 bydlel v Brně-Králově Poli.
V parlamentních volbách v roce 1929 získal poslanecké křeslo v Národním shromáždění. Mandát obhájil v parlamentních volbách v roce 1935. Mandát si oficiálně podržel do zrušení parlamentu roku 1939, přičemž v prosinci 1938 ještě přestoupil do poslaneckého klubu nově ustavené Národní strany práce.
Během mnichovské krize 30. září 1938 patřil ke skupině politiků napříč politickým spektrem (Klement Gottwald, Ladislav Rašín...), kteří u prezidenta Edvarda Beneše protestovali proti přijetí podmínek dohody. Stal se členem odbojové organizace Politické ústředí. Za nacistické okupace byl v listopadu 1939 byl zatčen a mučen na Špilberku. Byl odsouzen k trestu smrti, ale verdikt byl později zmírněn na doživotí. Vězněn byl v trestnicích Alt Moabitu a Plötzensee (po dlouhou dobu sdílel celu s Ladislavem Rašínem). Po osvobození v roce 1945 vážil 45 kg (měřil 190 cm). Po druhé světové válce zastával funkci předsedy Nejvyššího soudu Československa.
V Národním shromáždění zasedl opětovně po Únoru 1948, kde vystupoval jako loajální člen politické elity pod komunistickou dominancí. Už za první republiky patřil mezi první koaliční politiky, kteří prosazovali uznání Sovětského svazu de iure a v roce 1948 přivítal podobu nové poúnorové československé ústavy. Po jeho smrti jej na poslaneckém postu vystřídal František Kopecký.